# Canzoni per me
Canzoni per me, uscito il 24 aprile 1998, è il dodicesimo album in studio del cantautore italiano Vasco Rossi. È stato il quinto album più venduto in Italia del 1998. Vendette 800.000 copie (ottenendo 8 dischi di platino) solo nel 1998 e successivamente arrivò a tagliare il traguardo del milione di copie e dei 10 dischi di platino. Vinse inoltre il Premio Lunezia e la Targa Tenco. 

## Descrizione
Il disco riprende alcune canzoni del repertorio di Vasco, che il cantautore scrisse agli albori della sua carriera.
L'album è stato pubblicato nell'estate del 1998, a distanza di due anni dall'ultimo album Nessun pericolo... per te del 1996. Il disco, di breve durata, comprende otto brani da cui sono estratti quattro singoli: Io no, L'una per te, Quanti anni hai e E il mattino, ultimo singolo pubblicato in ordine di tempo.
Con il singolo Io no, Rossi vincerà per la seconda volta il Festivalbar diventando il vincitore assoluto di quell'edizione. Seguirà un fortunato tour negli stadi nel 1999 denominato Rewind tour, in occasione della pubblicazione del singolo Rewind; alcune tappe del tour saranno immortalate nel doppio album live Rewind, pubblicato nel 1999.
Nella rosa delle canzoni proposte per questo disco erano inseriti anche altri pezzi che vennero poi scartati in seguito, come Anymore (incluso in Buoni o cattivi, 2004), Mary Louise (incluso in Vivere o niente, 2011) e Marta piange ancora (incluso in Sono innocente, 2014).
Nella presentazione del disco Vasco cita Zucchero Fornaciari definendo La favola antica un omaggio al bluesman emiliano, essendo quella canzone un pezzo blues.
Si trova in rete una prima versione de La favola antica dal titolo "C'era una volta una favola antica", risalente al 1983.

## Riconoscimenti
Nel 1998 il disco ha vinto anche la Targa Tenco come migliore album dell'anno. Nel 1999, per il valore letterario dei suoi testi, Canzoni per me ha vinto il Premio Lunezia come miglior album dell'anno.

## Tracce
1. E il mattino – 3:28 (testo: Vasco Rossi – musica: Vasco Rossi)
2. L'una per te – 4:33 (testo: Vasco Rossi – musica: Vasco Rossi)
3. Io no.... – 5:24 (testo: Vasco Rossi – musica: Vasco Rossi e Stefano Bittelli)
4. Quanti anni hai – 4:44 (testo: Vasco Rossi – musica: Vasco Rossi)
5. Laura – 4:24 (testo: Vasco Rossi – musica: Vasco Rossi)
6. La favola antica – 3:19 (testo: Vasco Rossi – musica: Vasco Rossi)
7. Idea 77 – 3:45 (testo: Vasco Rossi – musica: Vasco Rossi e Gaetano Curreri)
8. Rewind – 4:44 (testo: Vasco Rossi – musica: Gaetano Curreri)

## Singoli
- Io no.... (1998)
- L'una per te (1998)
- Quanti anni hai (1998)
- Rewind (1999)

## Formazione
- Vasco Rossi - voce
- Vinnie Colaiuta - batteria
- Tony Levin - basso
- Paolo Valli - batteria (in Io no.... e Quanti anni hai)
- Michael Landau - chitarra
- Celso Valli - tastiera
- Paolo Gianolio - chitarra
- Stef Burns - chitarra elettrica (in Rewind)
- Luca Bignardi - programmazione
- Bruce Dekov, Joel Derouin, Evan Wilson, Larry Corbett - archi

## Classifiche

### Classifiche settimanali
| Classifica (1998) | Posizione massima |
| ----------------- | ----------------- |
| Europa            | 23                |
| Italia            | 1                 |
| Svizzera          | 24                |
| Classifica (2017) | Posizione massima |
| Italia            | 21                |

### Classifiche di fine anno
| Classifica (1998) | Posizione |
| ----------------- | --------- |
| Europa            | 70        |
| Italia            | 5         |